# ناصر مقدم
ناصر مقدم (1921 - 11 نيسان/أبريل 1979م) وهو آخر رئيس لمنظمة الاستخبارت والأمن الوطنية في إيران والمعروفة باسم السافاك مابين عامي 1978 - 1979 . أعدم مقدم بعد قيام الثورة الإيرانية بقيادة الخميني.